# 다운스의 역설
다운스의 역설(Downs' paradox)은 합리적이고 이기적인 유권자의 경우 일반적으로 투표 비용이 예상되는 이점을 초과한다는 것이다. 중추적 투표를 행사할 기회는 다른 가능한 결과의 사적 개인 이익에 대한 현실적인 추정치에 비해 미미하기 때문에 투표의 예상 이익은 비용보다 적다. 공공선택론의 이 문제는 1957년에 앤서니 다운스에 의해 분석되었다. 역설에 대한 대응으로 유권자가 선거 결과에 영향을 미치기보다는 후보자에 대한 선호도를 표현하기 위해 투표한다는 견해, 유권자가 어느 정도 이타주의를 행사한다는 견해 또는 역설이 결과적인 선거 결과 외에 투표와 관련된 부수적 이점을 무시한다는 견해가 있다.

## 같이 보기
- 구성의 오류
- 다수주의